# A Sailor-Made Man

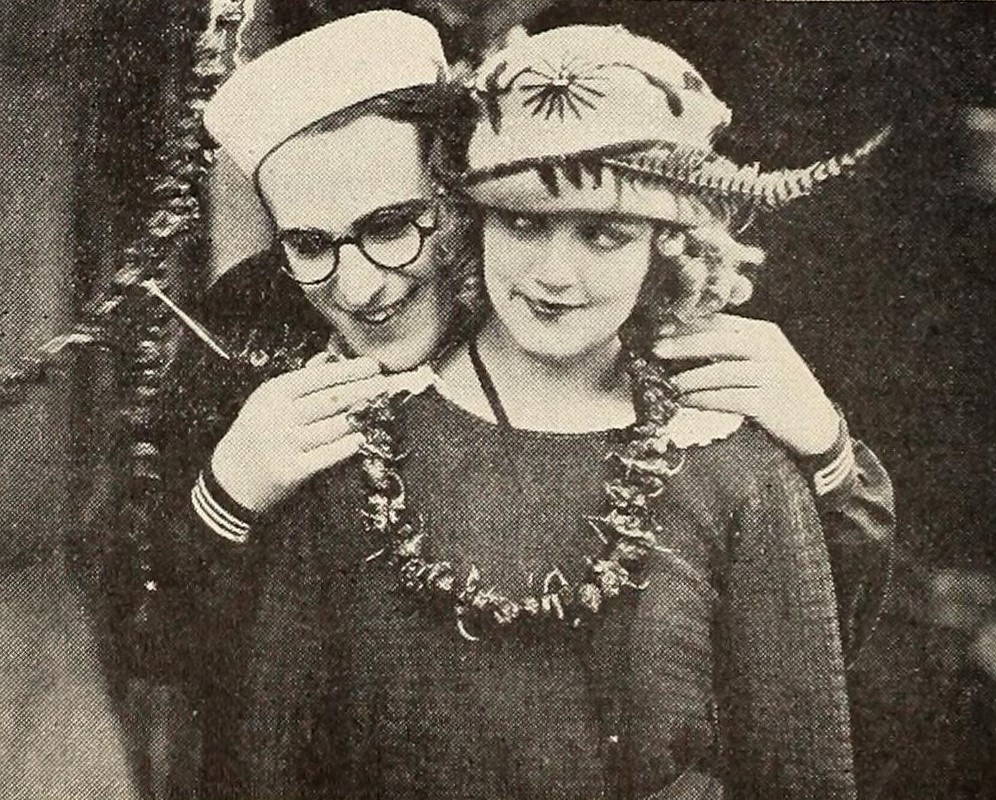
Harold Lloyd i Mildred Davis en un fotograma de la pel·lícula aparegut a la revista Exhibitor's Trade Review, el novembre de 1921

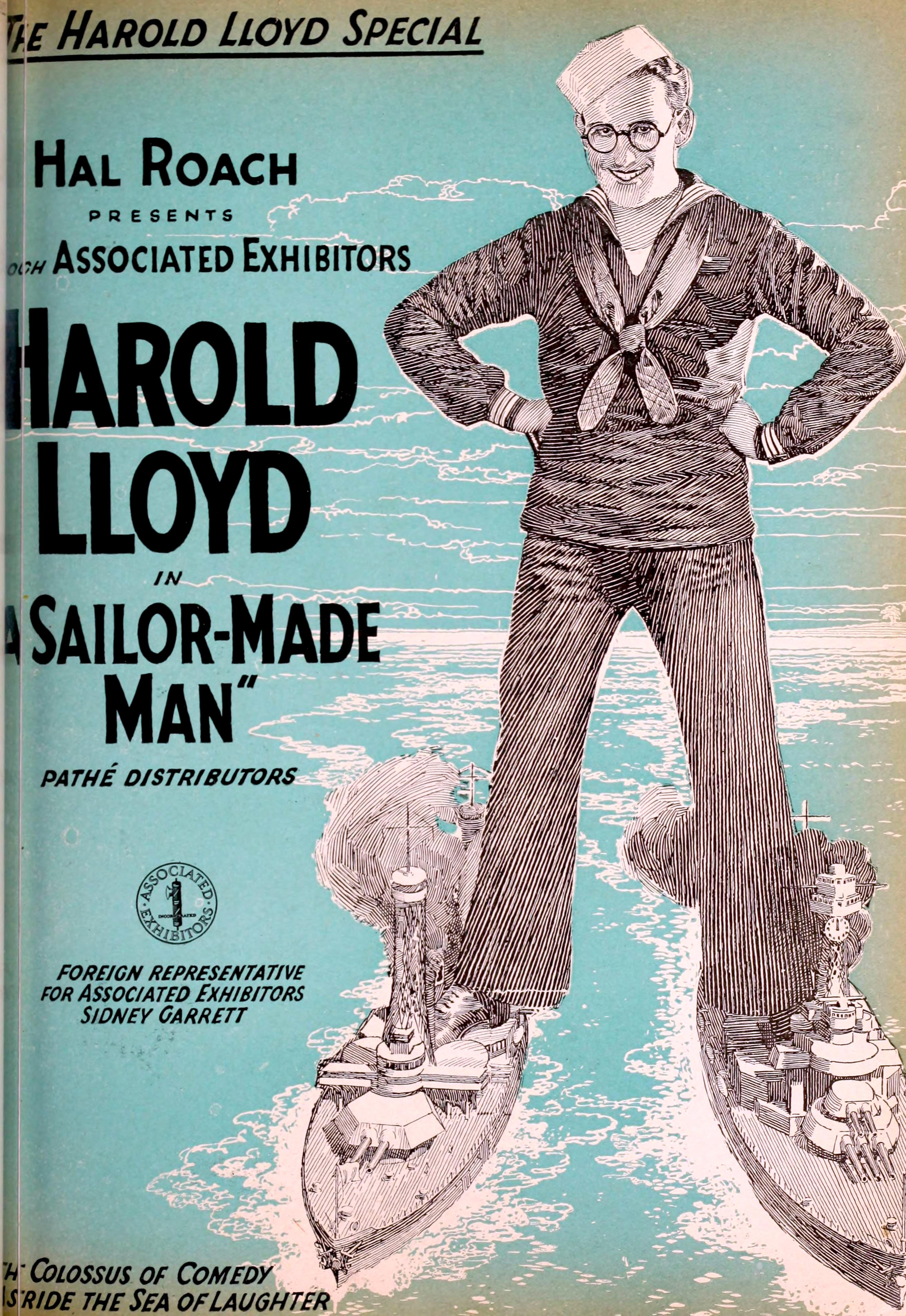
Anunci publicitari de la pel·lícula

A Sailor-Made Man és una pel·lícula muda de la Hal Roach dirigida per Fred C. Newmeyer i protagonitzada per Harold Lloyd i Mildred Davis. Escrita per Hal Roach i Sam Taylor es va estrenar el 25 de desembre de 1921. Es considera el primer llargmetratge protagonitzat per Harold Lloyd.

## Argument
El noi, ric i ociós, passa els dies en un ressort de luxe on coneix la noia i s'enamora. Li demana la mà i ella li diu que ha de demanar permís al pare però aquest li contesta que si es vol casar amb ella abans ha de demostrar que pot ser quelcom a la vida. Decideix apuntar-se a la Marina i en tornar al ressort la noia el convida a fer un creuer en el iot del seu pare. El noi torna a l’oficina de reclutament per cancel·lar la seva inscripció però és massa tard. Sis mesos després es troba en un vaixell camí de l'Índia, on es veu involucrat en diferents situacions còmiques i acaba fent-se amic d’un mariner molt fort. A Agar Shahar Kairpura arriba la noia amb els seus amics i passejant pels carrers es creuen amb el Maharajà que queda impressionat per la bellesa de la noia. Al mateix moment, el noi arriba al mateix port i els mariners poden anar a terra de permís on es troba amb la noia. La noia és segrestada pels sequaços del Maharajà i portada a palau. El noi aconsegueix entrar a palau rescatar la noia i posar fora de combat a tots el soldats. Tornat al seu deure el noi es desclara a la noia i ella, amb el consentiment del pare, accepta.

## Repartiment
- Harold Lloyd (el noi)
- Mildred Davis (la noia)
- Noah Young (mariner forçut)
- Dick Sutherland (Maharajà)
- Gus Leonard (advocat)
- Charles Stevenson (oficial de reclutament)
- Leo Willis (oficial de reclutament)
- Fred Guiol (soldat)
- William Gillespie
- Wallace Howe (metge)
- Sybil Seely (dona de l'harem)
- Mark Jones
- Gaylord Lloyd
- Jobyna Ralston

## Producció
Considerat com el primer llargmetratge de Lloyd, inicialment era una pel·lícula pensada per a una durada de dues bobines. Durant la producció, el nombre excessiu de gags escrits a la història va fer evident que la pel·lícula seria més llarga que el curtmetratge tradicional de dues bobines. El productor Hal Roach va decidir de seguir endavant i filmar tot el que havien escrit ell i Sam Taylor i que ja es preocuparien després de reduir el metratge. Lloyd , sovint depenent del procés de previsualització per a l’edició final, va decidir previsualitzar la pel·lícula amb una durada de més de 40 minuts per veure quines parts eren les més fluixes. El públic assistent va gaudir tant del metratge de 40 minuts que va decidir no canviar res i la va mantenir com una comèdia de quatre bobines.(REF3) Les escenes del barco es van rodar dins el vaixell de la marina USS Frederick usant mariners reals com a extres i les del ressort als jardins del Beverly Hills Hotel. Amb un pressupost de 77.000 dòlars, la pel·lícula va tenir una recaptació de 485.285 dòlars, esdevenint un dels grans èxits de la companyia aquell any.